# Curillo
Curillo là một khu tự quản thuộc tỉnh Caquetá, Colombia. Thủ phủ của khu tự quản Curillo đóng tại Curillo Khu tự quản Curillo có diện tích 459 ki lô mét vuông. Đến thời điểm ngày 28 tháng 5 năm 2005, khu tự quản Curillo có dân số 10444 người.